# Sibal
«Sibal» (Сибаль, кор. 시발) — первый Южно-Корейский автомобиль. Выпускался в 1955—1963 годах.

## История
В начале 1955 года инженер Ким Ён-сам, работавший в компании «Кукчже чхарян» занимавшейся ремонтом автомобилей, нашёл способ изготовлять головки цилиндров двигателя на доступном в Корее оборудовании.
В апреле 1955 года первый произведенный/восстановленный двигатель был установлен на собранном в «Кукчже чхарян» из нескольких списанных американских армейских джипах, причём кузов автомобиля был изготовлен из бочек из-под масла. Вначале было собрано восемь автомобилей.
10 ноября 1955 года автомобиль получивший название «Сибаль» («Начинание») был представлен на Национальной промышленной выставке, которая проходила во дворце Кёнбоккун, где получил высшую награду выставки — Президентский приз.
В мае 1958 года компания согласовала с правительством план по производству 100 машин в месяц.
Объем в 1200 машин в год был значителен: в 1955 году во всей стране было лишь 18.356 автомашин (6.556 легковых автомобилей, 8.103 грузовика и 2.953 автобуса), при этом в целях сокращения расходов на импорт топлива правительством было введено ограничение на регистрацию новых автомобилей - число автомобильных номеров было постоянным, и для постановки машины на учёт нужно было утилизировать старый автомобиль.
Компания была переименована в «Автомобильную компанию Sibal» и открыла новые мастерские на улице Ыльчжиро, в самом центре Сеула. Производственные мощности в основном размещались в палатках. Джипы имели твёрдую крышу и красились в чёрный или синий цвет.
Детали вначале получали разбирая списанные американские машины, но вскоре стали собирать сами, и если в 1958 году локализация составляла 56%, то уже в 1960 году достигла 84%.
После Военной революции 1961 года в стране был взят новый экономический курс и с 1963 года стал собираться из машинокомлектов по лицензии японский автомобиль «Ниссан Блюберд», а иностранные компании получив доступ на рынок Кореи.
В 1963 году производство Сибаль было свёрнуто. Число выпущенных машин неизвестно, оценивается в три тысячи (согласно корейским источникам — 2 235 единицы).
Не сохранился ни один экземпляр автомобиля, машины которые сейчас можно увидеть в ряде музеев являются репликами.